# Црква Рођења пресвете Богородице у Габровници
Црква Рођења пресвете Богородице у Габровници једна је од цркава у Парохији габровничкој коју чине села Габровница и Татрасници у саставу Архијерејског намесништва књажевачког у општини Књажевац у Зајечарском округу. Парохија је некада припадала Нишкој епархији док је данас под управом Тимочке епархије Српске православне цркве.

## Положај
Црква Рођења пресвете Богородице налази се у селу Габровница, разбијеног типа са више засеока. Налази се на надморској висини од 790 метара, на обронцима Старе планине, у долини Габровничке реке у области Буџака, трећа по величини антопогеографска целина у саставу општине Књажевац. Габровница као једно од 14 насеља ове области, од Књажевца је удаљена 27 км, а налази се на 2 километра источно од магистралног пута Пирот – Књажевац – Зајечар.
Црква је подигнута на уздигнутом платоу са десне стране некадашњег рудника уранијума, и у односу на ниже постављени стамбени објекат и руднички комплекс црква има доминантну позицију, али је у односу на прилаз са главног друма који води кроз село на реалтивно неприступачном и скривеном
месту.

## Историја
Према предању насеље Габровица је постојало још из времена Римљана који су на простору Старе планине имали руднике и топионице. Први помен Габровнице потиче из турских пописа из 1666. године када се помиње као насеље са 22 немуслиманских домаћинстава. Село је ослобођено од Турака 1878. године.
Црква је према забележеним подацима „озидана 1878. године и посвећена Рођењу Свете Богородице“. Парохију габровничку чине села Габровница и Татрасница на периферији среза Заглавског. Парохија је некада припадала Нишкој епархији док је данас под управом Тимочке епархије. Малу и стару цркву опслуживало је у прошлости братство манастира Свете Тројица. Једна од легенди која се везује за ову цркву каже да је црква, попут цркве Свете Богородице у Доњој Каменици и манастира Свети Онуфрија код водопада Бигар, настала у 14.веку и да је касније обновљена.
Црква Рођења пресвете Богородице подигнута је 1870. године, о чему сведочи и натпис на левој
страни иконостаса. Антиминс у цркви освећен је 1899. године од стране епископа тимочког
Мелентија из Манастира Суводол.

## Изглед цркве
Црква је једноставна једнобродна подужна грађевина дугачка 6 а широк 4 метра, док је висина свода 4,8 метара. Црква је засведена полукружним сводом, са кровом на две воде, препокривеним црепом. У зони испод крова, дуж бочних зидова, пружа се низ плитких, лучно засведених слепих прозора.
Изграђена је од локалног притесаног камена  (бигра) у комбинацији са опеком. Споља и унутра црква је омалтерисана и окречена у бело и споља и унутра. На појединим местима, услед оштећења још увек се виде трагови украсних бојених трака. Под цркве покривен је дрвеним даскама.
У олтарској апсиди се поред камене часне трпезе налазе и две мање нише, проскомидија и ђаконикон од којих се у једној назиру трагови старијег слоја живописа.
Западна страна
На западној фасади, десно од улазних врата, налази се једноставно декоративни дуборез у виду  ромбоидних испупчених поља обојених у плаво, и камено поље са урезаним натписом. У лунети изнад врата, налази се веома оштећена представа Рођења Пресвете Богородице изведене у фреско техници, а распознаје се и остатак живописа у виду декоративних трака тамно-плаве боје. Нешто више, са обе стране лунете, налазе се два квадратна прозорска отвора као и неколико плитких лучно засведених слепих прозора. На западној фасади доминира масиван слепи лук, који је у целости наткриљује. 
Северна страна
На северној страни цркве је један мањи бочни улаз.   
Јужна страна
На јужној страни налазе се још два мања готово квадратна прозорска отвора.  
Источна страна
На источној страни цркве налази се полукружна апсида, нешто нижа и ужа у односу на кровни покривач и брод цркве. На апсиди се јасно види стари слој каменог кровног покривача али и трагови насумичног копања „трагача за скривеним благом“.

## Иконостас
Иконостас је израђен 1870. године. Рад је зографа Павла Стојановича и Васила Кртича из Дебра, о
чему сведочи натпис на северној страни, изнад бочних двери. На иконостасу поред царских двери
постоје и северне бочне двери. Богата декорација, изведена је на светлоплавој или окер
позадини, тамноплавим и јарким бојама, техником јајчане темпере. На појединим деловима јављају се
флорални и различити геометријски мотиви који имитирају дуборез.
Реалтивно мали иконостас, може се поделити на три зоне. 
Најнижа зона иконостаса
У овој зони су приказане сцене рајског врта, стварање Еве, Прародитељског греха.  Овој зони припадају и царске двери, које су подељене на по три поља. У најнижем пољу приказани су
у паровима: Свети Атанасије Велики и Свети Јован Златоуст, Свети Василије Велики и Свети
Григорије Богослов. 
Централни део и царске двери иконостаса
У овом делу приказане су сцена Благовести.
Највиша зона иконостаса
У овој зони налази се приказ старозаветних пророца цара Давида и цар Соломона, а у зони престоних икона налази се допојасна представа Светог Арханђела Михаила на северним дверима. До њега је икона Богородице са Христом, а затим следе представе Исуса Христа, Светог Јована Крститеља и Светог Николе. Највиши део ове зоне припада представама апостолског реде са дванаест икона светих апостола и четворице јевађелиста: Вартоломеја, Јакова, Андреја, Марка, Павла, Јована, Петра, Матеја, Симона, Луке, Филипа и Тома међу којима централно место заузима икона Исуса Христа. У овој зони налази се и Распеће са насликаним симболима јеванђелиста на крајевима крста, окружено инструментима страдања Христових, копљем и штапом са сунђером - губом. Испод Распећа налази се Адамова лобања, а око ње се пружају дугорепи змајеви, а иза њих су представе Месеца и Сунца.

## Богослужбени предмети
Од богослужбених предмета у цркви се налази:
- барјак са представом Рођења Пресвете Богородице и Светог Арханђела Гаврила,
- путир и кутија за причешће,
- венчала,
- дискос,
- кандило,
- воздух и звездица,
- комплет за причешће,
- петохлебница,
- Јеванђеље московско из 1898. године, антиминс и чирак од метала прилог Јосифа Мијалковића, казанџије из Пирота

## Занимљивости
Близу цркве у атару села Габровница пронађен је за сада једини пример праисторијског пећинског сликарства у Србији — неколико различитих представа (коња са јахачем, неправилних кругова и сл.) изведених црном бојом налик гарежи.
Ово пећинско сликарство временски се везује за крај бронзаног и почетак гвозденог доба.

## Црквена порта
Са југоисточне стране апсиде налази се камени надгробни споменик Николе Стојановића, бившег трговца из 1889. године који је подигао Станко Николин, трговац.
Северно од цркве налази се кула звонара, у доњем делу зидана у бондруку а у горњем са слободном дрвеном конструкцијом.
Лево од цркве налази се и урушен свештенички дом, а са источне стране, одмах изнад цркве, налази се сеоско гробље.